# Речпіль
Речпіль (пол. Reczpol) — село в Польщі, у гміні Кривча Перемишльського повіту Підкарпатського воєводства.
Населення — 758 осіб (2011).

## Географія
Село розташоване на відстані 3 кілометри на південний схід від центру гміни села Кривча, 15 кілометрів на захід від центру повіту міста Перемишль та 49 кілометри на південний схід від центру воєводства міста Ряшів.

## Історія
Місцева дерев’яна церква Покрови Пресвятої Богородиці була збудована в 1871 р., в 1936 р. налічувала 251 парафіянина, належала до парафії Кривча Порохницького деканату Перемишльської єпархії.
У 1975-1998 роках село належало до Перемишльського воєводства.

## Демографія
У 1939 році в селі проживало 720 мешканців, з них 260 українців-грекокатоликів, 440 поляків і 20 євреїв.
Демографічна структура станом на 31 березня 2011 року:
|          | Загалом | Допрацездатний вік | Працездатний вік | Постпрацездатний вік |
| -------- | ------- | ------------------ | ---------------- | -------------------- |
| Чоловіки | 378     | 98                 | 246              | 34                   |
| Жінки    | 380     | 82                 | 222              | 76                   |
| Разом    | 758     | 180                | 468              | 110                  |